# Поза ребёнка
«Поза ребёнка» (рум. Poziția copilului) — фильм-драма румынского режиссёра Кэлина Петера Нецера, вышедший на экраны в 2013 году.
Премьера фильма состоялась на 63-м Берлинском международном кинофестивале, где картина была удостоена главного приза — «Золотого медведя». В августе 2013 года Румыния отправила картину сражаться за премию «Оскар» в номинации «Лучший фильм на иностранном языке», но она не вошла в шорт-лист даже из девяти лент.

## Сюжет
Барбу превышает максимальную разрешённую скорость на 50 км/ч и сбивает насмерть юношу. За это ему грозит заключение на срок от 3 до 15 лет. Пытаясь защитить сына, в дело вмешивается его сильная, предприимчивая и отчасти деспотичная мать.

## Актёрский состав
- Луминица Георгиу[англ.] — Корнелия Кенереш (мать)
- Богдан Думитраке — Барбу (сын)
- Наташа Рааб — Ольга Черчес
- Илинцэ Гойя — Кармен
- Флорин Замфиреску — господин Фэгэрэшану
- Влад Иванов — Дину Лауренциу
- Адриан Цициэни — отец ребёнка

## Награды и номинации
- 2013 — приз «Золотой медведь» и приз ФИПРЕССИ на Берлинском кинофестивале.
- 2013 — номинация на премию Европейской киноакадемии за лучшую женскую роль (Луминица Георгиу).
- 2013 — приз Telia Film Award на Стокгольмском кинофестивале.
- 2013 — участие в конкурсной программе кинофестиваля в Сиднее.